# Geoff Brown (Tennisspieler)
Geoffrey Edmund Brown (* 4. April 1924 in Murrurundi, New South Wales; † 20. Juni 2001 in Euroa, Victoria) war ein australischer Tennisspieler.

## Karriere
Während des Zweiten Weltkriegs wurden die großen Tennisturniere weitestgehend ausgesetzt. Bei der Wiederaufnahme der Australian Championships, die später als Australian Open ausgespielt wurden, erreichte Geoff Brown Anfang 1946 das Halbfinale, in dem er dem späteren Turniersieger John Bromwich unterlag. Im Juni desselben Jahres spielte er sich in Wimbledon in allen drei Disziplinen ins Finale. Das Einzelfinale verlor er gegen den Franzosen Yvon Petra in fünf Sätzen und im Doppel unterlag er gemeinsam mit Dinny Pails dem US-amerikanischen Duo Tom Brown und Jack Kramer. Auch das Mixed-Finale konnte er an der Seite von Dorothy Bundy nicht gewinnen; sie mussten sich Louise Brough und Tom Brown geschlagen geben. In diesem Jahr wurde er in den Tennisjahrbüchern der USTA als Nummer 10 der Welt gelistet.
Im Folgejahr erreichte er in Wimbledon das Viertelfinale, in dem er am Turniersieger Jack Kramer scheiterte. Im Jahr 1948 verlor er seine Halbfinalpartie gegen John Bromwich.
Bei den Australian Championships 1949 verlor er im Halbfinale erneut gegen Bromwich. Im Doppel kam er mit Bill Sidwell ins Finale, in dem sich ihre Gegner John Bromwich und Adrian Quist durchsetzten. Im Sommer musste er in Wimbledon im Viertelfinale eine Niederlage gegen Jaroslav Drobný nach fünf Sätzen einstecken.
Im Jahr 1950 erreichte er sowohl im Doppel als auch im Mixed das Finale von Wimbledon. Im Doppel unterlag er mit Bill Sidwell, im Mixed an der Seite von Patricia Todd. In seiner Karriere erreichte er sechs Finals bei Grand-Slam-Turnieren, er gewann jedoch keinen Titel.
Bei den Australian Championships kam er 1952 und 1953 noch einmal ins Viertelfinale; er unterlag 1952 Ken McGregor und im darauf folgenden Jahr Vic Seixas.
Brown trat 1947 und 1948 in drei Begegnungen für die australische Davis-Cup-Mannschaft an und konnte drei seiner vier Matches gewinnen.
Die Besonderheit von Browns Spiel war seine Beidhändigkeit. Er schlug mit rechts auf, schlug die Vorhand mit zwei Händen, während er anstelle einer Rückhand eine einhändige linke Vorhand schlug.

## Privates
Geoff Brown wuchs als Sohn von Annastasia und Richard Brown als einer von zwei Söhnen auf. Er besuchte die Parramatta Marist High School in den späten 1930er-Jahren. Im Anschluss diente er bei der Royal Australian Air Force im Zweiten Weltkrieg.
Brown war in erster Ehe mit Veronica Lineham verheiratet. Im Jahr 1951 wurde ihr erstes gemeinsames Kind, Virginia Ann Brown, geboren. Es folgten drei weitere Kinder; Vonnie, Geoffrey Vincent und Danielle. In zweiter Ehe war er bis zu seinem Tod 2001 mit seiner Frau Gisela verheiratet.

## Finalteilnahmen bei Grand-Slam-Turnieren

### Einzel

#### Finalteilnahmen
| Nr. | Datum        | Turnier                 | Belag | Finalgegner | Ergebnis                |
| --- | ------------ | ----------------------- | ----- | ----------- | ----------------------- |
| 1.  | 5. Juli 1946 | Wimbledon Championships | Rasen | Yvon Petra  | 2:6, 4:6, 9:7, 7:5, 4:6 |

### Doppel

#### Finalteilnahmen
| Nr. | Datum           | Turnier                     | Belag | Doppelpartner | Finalgegner                | Ergebnis                |
| --- | --------------- | --------------------------- | ----- | ------------- | -------------------------- | ----------------------- |
| 1.  | 5. Juli 1946    | Wimbledon Championships (1) | Rasen | Dinny Pails   | Tom Brown Jack Kramer      | 4:6, 4:6, 2:6           |
| 2.  | 31. Januar 1949 | Australian Championships    | Rasen | Bill Sidwell  | John Bromwich Adrian Quist | 6:1, 5:7, 2:6, 3:6      |
| 3.  | 7. Juli 1950    | Wimbledon Championships (2) | Rasen | Bill Sidwell  | John Bromwich Adrian Quist | 5:7, 6:3, 3:6, 6:3, 2:6 |

### Mixed

#### Finalteilnahmen
| Nr. | Datum        | Turnier                     | Belag | Doppelpartnerin | Finalgegner                 | Ergebnis       |
| --- | ------------ | --------------------------- | ----- | --------------- | --------------------------- | -------------- |
| 1.  | 5. Juli 1946 | Wimbledon Championships (1) | Rasen | Dorothy Bundy   | Tom Brown Louise Brough     | 4:6, 4:6       |
| 2.  | 7. Juli 1950 | Wimbledon Championships (2) | Rasen | Patricia Todd   | Eric Sturgess Louise Brough | 9:11, 6:1, 4:6 |